# Charles Grimes
Charles Livingston Grimes (9 de julho de 1935 - Nova Iorque, 5 de fevereiro de 2007) foi um remador norte-americano que foi campeão olímpico nos Jogos Olímpicos de Verão de 1956.
Charles Grimes faleceu de câncer no pâncreas em Nova Iorque aos 71 anos de idade.